# X González
X González   (Estats Units d'Amèrica, 11 de novembre de 1999), abans coneguda com a Emma González, és una jove activista nord-americana pel control d'armes de foc. Filla d'una tutora de matemàtiques i d'un advocat d'origen Cubà emigrat a la ciutat de Nova York l'any 1968. És una de les supervivents del Tiroteig a l'escola secundària Stoneman Douglas de Parkland, Florida el 14 de febrer del 2018. Com a resposta a la tragèdia, va co-fundar un grup d'activisme pel control d'armes anomenat Never Again MSD. El seu discurs en una manifestació contra la violència amb armes de foc, va esdevenir viral, captant l'atenció nacional i internacional. D'aquesta manera s'ha reobert als EUA el diàleg sobre la legislació al respecte de la possessió d'armes de foc.